# Ң
Das Ң (kleingeschrieben ң) ist ein zusätzlicher Buchstabe des kyrillischen Alphabets, der nicht im Russischen existiert. Er besteht aus einem Н mit einem Abstrich rechts unten.
Er wird für den Ng-Laut verwendet (IPA: ŋ) und ist hauptsächlich in Alphabeten von Turksprachen, wie dem Kirgisischen, dem Tuwinischen, Kasachischen, Tatarischen oder dem Baschkirischen zu finden, aber auch in anderen Sprachen, wie dem Dunganischen oder dem Kalmückischen wird der Buchstabe verwendet.
Transliteriert wird der Buchstabe nach ISO 9 mit Ņ, weiterhin sind Ñ sowie Ň gebräuchlich.